# Enewetak
Enewetak, o Eniwetok, è un atollo delle Isole Marshall nell'oceano Pacifico centrale. Consiste di circa 40 piccoli isolotti per un totale di 6 km² di superficie terrestre. Questi isolotti formano una laguna di 80 km di circonferenza.
Nel 1999 la popolazione ammontava a 820 persone.

## Storia
Furono avvistati dalla spedizione spagnola di Álvaro de Saavedra nel 1528.
Enewetak non fu visitata dagli europei fino al 1794, quando la raggiunse il mercantile inglese Walpole. Dagli europei vennero chiamate Brown's Range e in seguito vennero chiamate dai giapponesi Atolli marroni. Prima che nel 1885 vi venisse stabilita la colonia tedesca delle Marshall, furono raggiunte da non più di una dozzina di navi.
Nel 1914 le isole furono occupate dai giapponesi, che allora combattevano contro la Germania, e il loro mandato venne confermato nel 1920 dalla Società delle Nazioni. I giapponesi quasi ignorarono questo atollo fino allo scoppio della Seconda guerra mondiale. Nel novembre 1942 costruirono un campo di aviazione sull'isola di Engebi che veniva utilizzato come base per i velivoli che operavano nelle Isole Caroline e nelle stesse Marshall.
Con la conquista delle Isole Gilbert da parte degli americani, le difese giapponesi dell'atollo furono rinforzate, facendovi sbarcare, il 4 gennaio 1944, la 1ª Brigata Anfibia. I giapponesi non ebbero però il tempo di completare i lavori di fortificazione: nel febbraio successivo le isole vennero attaccate dalle forze statunitensi e conquistate dopo una settimana di combattimenti.
Dopo il conflitto la popolazione residente venne evacuata, perlopiù contro la propria volontà, in quanto l'atollo venne utilizzato quale sito per i test nucleari. Questi test cominciarono nel 1948 e terminarono nel 1962. Fu su questo atollo che venne provata, il 1º novembre 1952 alle ore 7:15 (ora locale), la prima bomba all'idrogeno, denominata Ivy Mike. Tale deflagrazione espresse una potenza di 10.4 Megaton (mille volte superiore a quella sganciata su Hiroshima), distruggendo l'isola di Elugelab e altri isolotti adiacenti.
La popolazione cominciò a ritornare sull'isola negli anni '70 e il 15 maggio 1977 il governo degli Stati Uniti iniziò la rimozione del terreno e di altri materiali dall'atollo, dichiarandolo sicuro nel 1980.

## Popolazione
| Popolazione |      |      |      |      |      |      |  |  |  |
| Anno        | 1958 | 1967 | 1973 | 1980 | 1988 | 1999 |  |  |  |
| Abitanti    | 0    | 0    | 3    | 543  | 715  | 853  |  |  |  |
|             |      |      |      |      |      |      |  |  |  |